# بونيرة صغيرة شلدونية
البونيرة الصغيرة الشلدونية (الاسم العلمي:Parvaponera sheldoni) هي نوع من الحشرات تتبع الجنس البونيرة الصغيرة من فصيلة النمليات.
- البونيرة الصغيرة الشلدونية